# هنري كيني (سياسي)
هنري كيني هو سياسي أمريكي، ولد في 3 يونيو 1814 في بنسيلفانيا في الولايات المتحدة، وتوفي في 3 مارس 1862. انتخب عضو مجلس نواب تكساس ‏ وانتخب عضو مجلس ولاية تكساس ‏.